# SNCF X 5600
Der X 5600, auch FNC oder spöttisch „Pou du rail“  (Schienenfloh) genannt, war ein zweiachsiger, dieselbetriebener Verbrennungstriebwagen der französischen Staatsbahn SNCF. Aufgrund seines in zweifacher Hinsicht einseitigen, erhöhten Fahrstands zählt er mit dem X 3800 zu den markantesten französischen Triebwagen. Der Beiname FNC resultiert aus dem Umstand, dass bei seiner Entwicklung Ingenieure der Eisenbahnergewerkschaft Fédération Nationale des Cheminots maßgeblich beteiligt waren.

## Geschichte und Beschreibung

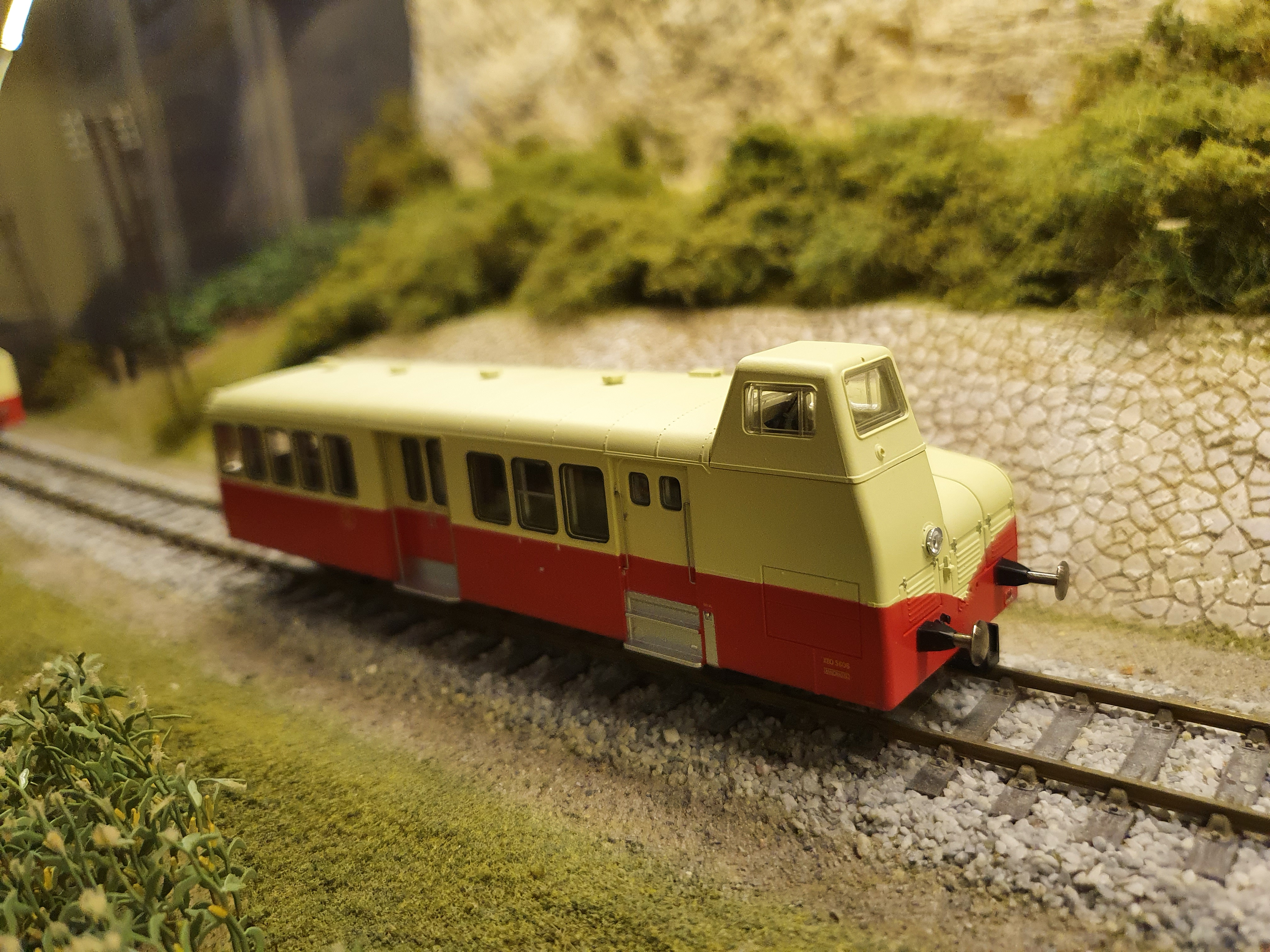
Modell eines X 5600

Im Rahmen eines Programms der Résistance-Organisation Organisation civile et militaire (OCM) bezüglich der Wiederinbetriebnahme von Eisenbahn–Nebenstrecken nach dem erwarteten Ende der Deutschen Besetzung Frankreichs im Zweiten Weltkrieg fasste das Comité français de libération nationale (CFLN) bereits Ende 1943 in Algier den Bau von minimalistischen leichten Dieseltriebwagen ins Auge. Vollendet wurde die Planung von in der FNC organisierten Ingenieuren. Entworfen wurde ein leicht zu bedienendes und zu unterhaltendes Fahrzeug für die „unbedeutenderen“ Strecken des französischen Netzes. Es verfügte über ein Gepäckabteil und eine Toilette und konnte einen Beiwagen ziehen.
1947 lieferte Billard die beiden Prototypen X 8011 und 8012 (später umnummeriert in X 5008 und 5009) an die SNCF sowie einen weiteren Wagen (X 8013) an das Département Indre-et-Loire aus. Diesen Fahrzeugen, die sich bewährten, folgte ab 1948 eine erste Serienlieferung von 30 Triebwagen (X 5601 bis 5630), gebaut bei der Compagnie Générale de Construction (CGC). Weitere 30 Fahrzeuge (X 5631 bis 5660) entstanden ab 1952 bei der Société Nouvelle des Ateliers de Vénissieux (SNAV), sie wiesen unterhalb des Fensterbands gesickte Seitenflächen auf.
Der X 5600 sollte als leichtes Fahrzeug im Unterhalt kostengünstig mit dem Omnibus konkurrieren. Erste Tests erfolgten zwischen Château-du-Loir und Chartres, wobei der Triebwagen eine 5,6 t schwere Motordraisine als Ballast zog. Auf einer Rampe von 15 ‰ erreichte das insgesamt 25 t wiegende Gespann binnen zwei Minuten eine Geschwindigkeit von 34 km/h. Bei 10 ‰ Gefälle kam es aus einer Geschwindigkeit von 60 km/h innerhalb von 25 Sekunden, bei einem Bremsweg von 250 m Länge, zum Stehen.
Testfahrten mit Fahrgästen wurden auf der Strecke von Chartres zum Bahnhof Courtalain-Saint-Pellerin durchgeführt. Mit Beiwagen bewältigte der Triebwagen die 55 km lange Strecke, bei acht einminütigen Zwischenhalten, in 86 Minuten. Der Verbrauch an Dieselkraftstoff lag bei rund 18 l auf 100 km. Letztlich wurde ein Verbrauch im Streckendienst von 16 l/100 km ohne und 19 l/100 km mit Beiwagen ermittelt, er lag damit bis zur Hälfte niedriger im Vergleich zu „klassischen“ Triebwagen. Ferner wurde errechnet, dass sich das 2,5 Millionen Francs teuere Fahrzeug innerhalb von fünf Jahren amortisieren würde.
Der erhöhte Fahrstand ermöglichte es dem Triebfahrzeugführer, den Triebwagen wie beim Renault-Typ X 5500 von dort aus in beide Richtungen zu bewegen. Diese Bauweise kam kurz darauf noch bei den vierachsigen X 3800 „Picasso“ und X 5800 zur Anwendung, setzte sich aber langfristig nicht durch. Auch zweiachsige Autorails légers wurden, vom 1990 für die CFTA in drei Exemplaren gebauten A2E abgesehen, in Frankreich nicht mehr beschafft.
Die Triebwagen waren unterhalb des Fensterbands rot, darüber cremefarben lackiert. Von 1948 bis 1952 lieferte Billard passende Beiwagen XR 9200, die in ihren Abmessungen den Triebwagen entsprachen. Sie wurden auch mit anderen Baureihen gekuppelt und waren bis 1971 im Einsatz. Daneben waren die X 5600 mehrfachtraktionsfähig. Bis zu drei Fahrzeuge konnten im Verband verkehren, wobei auch X 5500 und X 5800 einbezogen werden konnten.

## Einsatz
Haupteinsatzgebiete waren Zentral- und Südfrankreich, insbesondere Nebenstrecken um Bourges, Annemasse und Montpellier sowie von Orléans nach Malesherbes und von Montauban nach Nexos. Auf der Strecke Annemasse–Genève-Eaux-Vives kamen die Triebwagen auch über die Grenze in die Schweiz.

## Verbleib
In den Jahren 1964 und 1965 wurden ca. 50 X 5600 abgestellt, 1967 schieden die letzten dieser Triebwagen aus dem regulären Dienst aus. Drei davon wurden bis Mitte der 1980er Jahre als Draisinen, insbesondere für die Tunnelbeobachtung, weiterverwendet.
Von diesen ist der 1964 ausgemusterte und als Inspektions-Triebwagen unter der Bezeichnung SNCF X 4-201 bis 1996 genutzte SNCF X 5621 bei der Chemin de Fer du Livradois AGRIVAP in Ambert (Puy de Dome 63) erhalten.
Erhalten sind bei der Museumsbahn Train à vapeur thouarsais in Thouars der dritte Prototyp X 8013 (unter Denkmalschutz) und der Beiwagen XR 9207.

## Saarland
Als FNC/C erwarb die Merzig-Büschfelder Eisenbahn im Saarland 1951 drei derartige Triebwagen in einer verlängerten Ausführung sowie drei passende Beiwagen. 1956 kam ein vierter Triebwagen hinzu. Die drei älteren Triebwagen wurden 1965 verschrottet, der vierte wurde abgestellt. Die Beiwagen kamen 1963 zur SWEG.